# 浩宇科技
浩宇科技有限公司，簡稱浩宇科技（英語：Wireless InterNetworks Limited，港交所除牌時0261.HK），在2000年7月12日，從誠德國際集團有限公司更名而來，主要業務當時科技、互聯網業務。
在2002年5月22日，更名中建科技集團有限公司，或者中建科技國際有限公司取代上市之前，由於債務重組之後，仍然未能汲取過往投資失敗教訓，便開拓令人未能熟悉的數碼業務，於是欠債達至約10億港元，於是被法庭申請清盤，而前主席梁浩文也因為事件而罷職，最後中建電訊進行大規模重組業務，包括收購、發行新股、債務重組等。

## 連結
- CCT-Tech.com.hk （页面存档备份，存于）